# The King of Fighters 2003
The King of Fighters 2003 è un picchiaduro a incontri pubblicato da SNK Playmore. È stato commercializzato per PlayStation 2 e Xbox, quest'ultima solo in Giappone e negli Stati Uniti, 
per la versione Xbox è stato distribuito anche un bundle contenente anche il precedente gioco The King of Fighters 2002.

## Modalità di gioco
Il gioco utilizza, come nei passati episodi, il sistema di combattimento 3 contro 3. A differenza dei giochi precedenti, quest'ultimo permette di scambiare i personaggi del team scelto durante il combattimento, tramite un'apposita barra che, se caricata completamente, permetterà lo scambio. Sotto di essa vi sarà la classica barra che permetterà l'esecuzione delle mosse speciali. Una novità del gioco è la scelta del Leader; scegliendo il primo personaggio del team quest'ultimo diverrà automaticamente il Leader, dando così la possibilità di usare delle mosse speciali ancora più potenti; a differenza delle altre, occorrono due barre di energia per sferrare questa tecnica.
Se durante un combattimento uno dei team perde un personaggio, il team in svantaggio guadagna automaticamente una barra di energia.

## Squadre
Hero Team
- Ash Crimson
- Shen Woo
- Duo Lon

Fatal Fury Team
- Terry Bogard
- Joe Higashi
- Tizoc Griffon Mask

Art of Fighting Team
- Ryo Sakazaki
- Robert Garcia
- Yuri Sakazaki

Korea Team
- Kim Kaphwan
- Chang Koehan
- Jhun Hoon

Ikari Team
- Leona
- Ralf Jones
- Clark Still

Outlaw Team
- Gato Futaba
- Billy Kane
- Ryujii Yamazaki

Woman Fighters Team
- King
- Mai Shiranui
- Blue Mary Ryan

Benimaru Team
- Benimaru Nikaido
- Shingo Yabuki
- Goro Daimon

High School Girl Team
- Athena Asamiya
- Hinako Shijou
- Malin

K's Team
- K'
- Maxima
- Whip

Three Sacred Treasure Team
- Kyo Kusanagi
- Chizuru Kagura
- Iori Yagami

Mid Boss
- Kusanagi

Boss alternativo
- Adelheid Barnstein

Vero Boss
- Maki Kagura (insieme a Chizuru Kagura)
- Mukai